# 安德烈亚·阿纳斯塔西

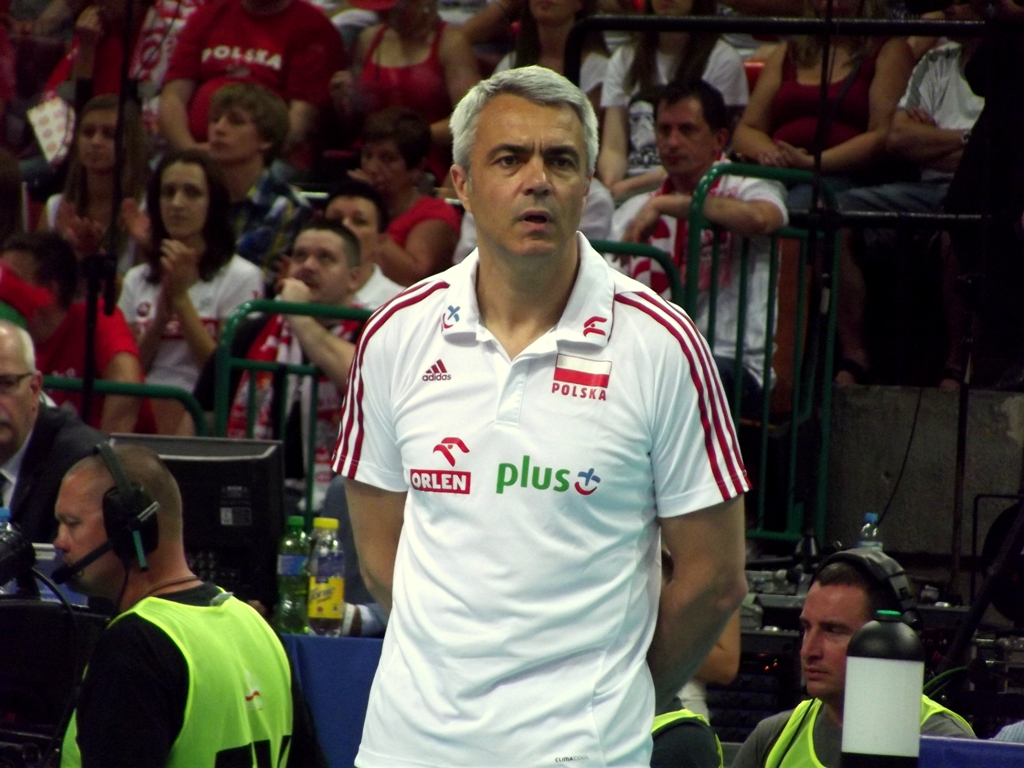
安德烈亚·阿纳斯塔西

安德烈亚·阿纳斯塔西（義大利語：Andrea Anastasi，1960年10月8日—），意大利排球运动员、教练员。他曾带领意大利参加2000年和2008年夏季奥林匹克运动会排球比赛。